# Stefan Abt
Stefan Czesław Abt (ur. 22 lutego 1937 w Śmiglu, zm. 25 maja 2002) – polski ekonomista, profesor o specjalizacji informatyka gospodarcza i logistyka. Rektor Poznańskiej Wyższej Szkoły Biznesu i Języków Obcych.

## Życiorys
Ukończył ekonomię w Wyższej Szkole Ekonomicznej w Poznaniu w 1957, matematykę na Uniwersytecie Adama Mickiewicza w 1963 oraz historię w 1969 r. Stopień doktora uzyskał w 1964 roku w WSE w Poznaniu, a habilitację w Akademii Ekonomicznej w Krakowie w 1991 r. Tytuł naukowy profesora otrzymał w 1996. Odbywał staże m.in. we Francji, Moskwie, na Węgrzech i w Kanadzie.
Aktywnie zaangażowany w działalność organizacji chrześcijańskich. Publikował w czasopismach religijnych. Był członkiem kościoła domowego oraz Ruchu Odnowy w Duchu Świętym, pełnił funkcję prezesa Stowarzyszenia Rodzin Katolickich przy Parafii Pierwszych Polskich Męczenników w Poznaniu.

## Wybrane publikacje
- Wdrażanie zintegrowanych systemów zarządzania przedsiębiorstwem. „Zesz. Nauk. TNOiK”. 3, 1995.brak numeru strony
- Potrzeba budowy logistycznych centrów dystrybucji w Polsce. „Przeg. Komunik.”. 7 (8), 1996.brak numeru strony

Jest także autorem 27 opracowań wdrożeń i ekspertyz.

## Wyróżnienie
- Srebrna Odznaka TNOiK
- Złota Odznaka TNOiK
- Krzyż Kawalerski Orderu Odrodzenia Polski (1995)
- Medal Komisji Edukacji Narodowej (1997)[2]
- Honorowy obywatel Śmigla (2002)[3].